# Lorenzo Melgarejo
Lorenzo Antonio Melgarejo Sanabria (ur. 10 sierpnia 1990 w Loma Grande) – paragwajski piłkarz występujący na pozycji napastnika w Club Libertad.

## Kariera klubowa
Melgarejo karierę rozpoczynał w 2009 roku w zespole 12 de Octubre FC. Spędził tam rok. Następnie grał w drużynach Club Olimpia oraz Independiente FBC.

### Benfica
W czerwcu 2011 roku podpisał kontrakt z portugalską SL Benfica. Na sezon 2011/2012 został wypożyczony jednak do FC Paços de Ferreira, także grającego w Primeira Liga. W lidze tej zadebiutował 21 sierpnia 2011 roku w wygranym 2:1 pojedynku z União Leiria, w którym strzelił także gola.
W połowie 2012 roku Melgarejo wrócił do Benfiki. Pierwszy raz w jej barwach wystąpił 18 sierpnia 2012 roku w zremisowanym 2:2 meczu z SC Braga.
17 września 2012 roku przedłużył kontrakt z Benficą do 2018. Nowa umowa zawierała klauzulę odstępnego, wynoszącą €30 milionów.

### Kubań i Spartak
2 września 2013 roku zawodnik podpisał długoterminową umowę z Kubaniem Krasnodar. Rosyjski zespół zapłacił za niego Benfice €5 milionów. W styczniu 2016 przeszedł do Spartaka Moskwa. Grał w nim do 2020.

## Kariera reprezentacyjna
Melgarejo jest byłym reprezentantem Paragwaju U-20. W 2009 roku wziął udział w Mistrzostwach Świata U-20, które Paragwaj zakończył na 1/8 finału.